# Próby rakiet wspomagających i zbiornika zewnętrznego
Przed rozpoczęciem lotów orbitalnych wahadłowców każdy element tego pojazdu musiał przejść fazę testów, tak też się stało z rakietami SRB i zbiornikiem zewnętrznym.

## Testy SRB

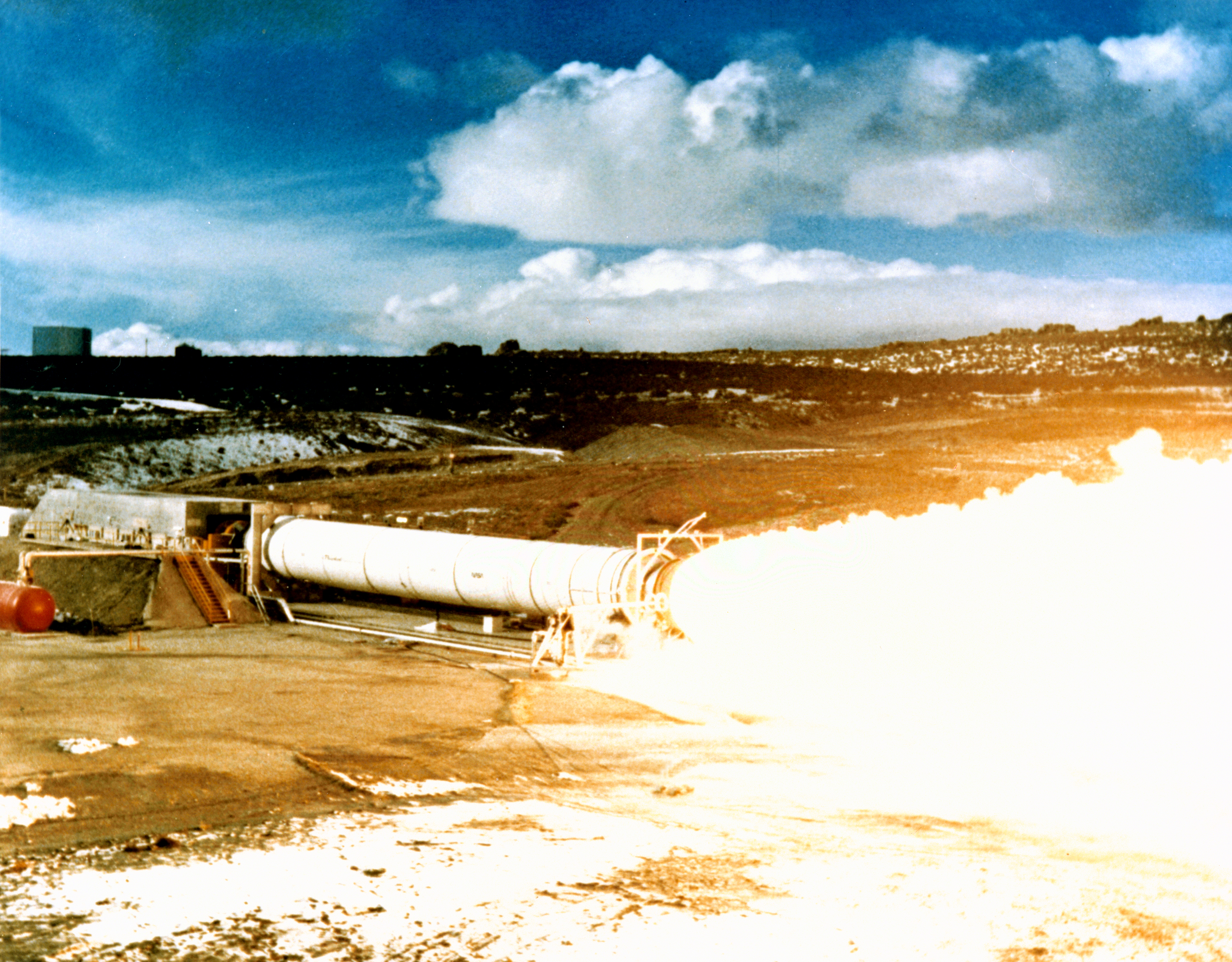
Test statyczny DM-2

Główne próby silników rakiet SRB na stały materiał pędny odbywały się na stanowisku badawczym należącym do ich producenta, wytwórni Thiokol Corporation (później Morton-Thiokol Inc.). Kluczową rolę odgrywała tu specjalna hamownia zbudowana w pobliżu Brigham City (północna część stanu Utah). Konstrukcja oporowa, o którą zapierał się pracujący w pozycji poziomej silnik wykonana została przy użyciu 4,5 mln kg betonu wzmocnionego 122 tys. kg prętów stalowych. Do tkwiącego częściowo w ziemi betonowego bloku prowadzą dwa tory kolejowe z ustawionym na nim dźwigiem suwnicowym do składania elementów silnika. Silniki podczas odpału były podtrzymywane przez trzy stalowe płyty przymocowane do konstrukcji oporowej.
Cztery statyczne próby rozwojowe (ang. development static firings) wykonano kolejno: 18 lipca 1977 r. (DM-1), 18 stycznia 1978 r. (DM-2), 19 października 1978 r. (DM-3) i 19 lutego 1979 r. Z kolei trzy próby kwalifikacyjne (ang. qualification static firings) miały miejsce 13 czerwca 1979 r. (QM-1), 27 września 1979 r. (QM-2) i 13 lutego 1980 r. (QM-3). Dane uzyskane ze statycznych prób silników rakiet SRB wraz z rezultatami prób drgań pozwoliły m.in. na określenie osiągów balistycznych, osiągów układu zapłonu, danych o integralności konstrukcji kadłuba silnika i jego dyszy, sprawdzenie funkcjonowania izolacji wewnętrznej, określenie parametrów charakterystyki ciągu i jej powtarzalności.
Podczas prób prowadzonych w Centrum Lotów Kosmicznych imienia George’a C. Marshalla sprawdzono obciążenia statyczne silnika powstające podczas postoju na wyrzutni i startu, a także naprężenia powstające na skutek wiatru. Zbadano również wytrzymałość górnego i dolnego połączenia silnika ze zbiornikiem zewnętrznym, zamocowania spadochronów, naprężenia powstające w czasie wodowania i ciśnienia występujące wewnątrz silnika.
Testy były prowadzone z przerwami, praktycznie przez cały czas trwania programu STS, poniższa tabelka przedstawia zestawienie wszystkich testów rakiet SRB, jakie się odbyły:
| Nazwa testu         | Data                  |
| DM 1                | 18 lipca 1977         |
| DM 2                | 18 stycznia 1978      |
| DM 3                | 19 października 1978  |
| DM 4                | 17 lutego 1979        |
| QM 1                | 13 lipca 1979         |
| QM 2                | 27 września 1979      |
| QM 3                | 13 lutego 1980        |
| DM 5                | 21 października 1982  |
| QM 4                | 21 marca 1983         |
| DM 6                | 25 października 1984  |
| DM 7                | 9 maja 1985           |
| QM 5                | anulowane (luty 1986) |
| ETM 1A              | 27 maja 1987          |
| DM 8                | 30 sierpnia 1987      |
| DM 9                | 23 grudnia 1987       |
| QM 6                | 20 kwietnia 1988      |
| QM 7                | 14 czerwca 1988       |
| PVM 1               | 18 sierpnia 1988      |
| TEM 1               | 8 listopada 1988      |
| QM 8                | 20 stycznia 1989      |
| 2 TEM               | 24 lutego 1989        |
| 3 TEM               | 23 maja 1989          |
| 4 TEM               | 19 sierpnia 1989      |
| 5 TEM               | 23 stycznia 1990      |
| 6 TEM               | 16 marca 1990         |
| FSM 1               | 15 sierpnia 1990      |
| 7 TEM               | 11 grudnia 1990       |
| TEM 8               | 31 lipca 1991         |
| FSM 2               | 20 listopada 1991     |
| 9 TEM               | 19 marca 1992         |
| FSM 3               | 29 lipca 1992         |
| TEM 10              | 27 kwietnia 1993      |
| TEM 11              | 28 września 1993      |
| WSF 4               | 10 marca 194          |
| FSM 5               | 16 listopada 1995     |
| WSF 6               | 24 kwietnia 1997      |
| WSF 7               | 24 czerwca 1998       |
| FSM 8               | 17 lutego 2000        |
| FSM 9               | 24 maja 2001          |
| ETM 2               | Październik 2001      |
| FSM 10              | ?                     |
| ETM 3 (5 segmentów) | 23 października 2003  |
| FSM-11              | ?                     |
| FSM-12              | ?                     |
| FSM-13              | ?                     |
| ?                   | 17 lutego 2003        |
| FVM 1               | Luty 2005             |
| ?                   | 16 sierpnia 2005      |
| TEM 12              | 9 marca 2007          |
| FSM-14              | 24 maja 2007          |
| FVM 2               | 1 maja 2008           |

## Próby spadochronówSRBiodzyskiwania rakiet
Sześć prób potężnych spadochronów SRB wykonano w pobliżu El Centro w Kalifornii, zrzucając na nich z bombowca B-52 betonowy blok o masie ok. 21 770 kg. W 1983 r. na poligonie China Lake Naval Weapon Station przeprowadzono drugą serię sześciu prób nowych spadochronów o większej średnicy. Próby wyławiania wykonano na Atlantyku za pomocą makiety rakiety startowej (ang. Ocean Test Fixture) w pobliżu Przylądka Canaveral z udziałem specjalnych statków „Liberty” i „Freedom”.

## Testyzbiornika zewnętrznego
W próbach poszczególnych elementów Space Shuttle użyto trzech zbiorników zewnętrznych ET. Podczas statycznych prób wytrzymałościowych sprawdzono krytyczne elementy konstrukcji. Oprócz tego przeprowadzono próby służące sprawdzeniu poprawności przyjętych założeń analitycznego modelu zbiornik plus ciekłe materiały pędne. Pozostałe próby ET wchodziły w skład opisanych poprzednio programów MVGTV i badań zespołu napędowego orbitera (MPTA-098).